# Frida Tegstedt
Frida Tegstedt (Göteborg, 1987. július 17. –) svéd válogatott kézilabdázó.

## Pályafutása

### Klubcsapatokban
Frida Tegstedt az IK Sävehof csapatában kezdte pályafutását, és itt játszott 2014-ig. Ez alatt az idő alatt hat alkalommal nyerte meg a svéd bajnokságot csapatával. Több szezonban pályára léphetett a Bajnokok Ligájában és az EHF-kupában is. 2014 nyarán a német első osztályú Füchse Berlinhez igazolt. Két szezont töltött a berlini csapatban, 2016 nyarán a francia első osztályban szereplő  Issy-Paris Hand játékosa lett. A 2016-2017-es szezon végén befejezte pályafutását.

### A válogatottban
A svéd válogatottban 2013-ban mutatkozott be. 51 mérkőzésen 43 gólt szerzett a nemzeti csapatban, részt vett a 2015-ös világbajnokságon és a 2016-os riói olimpián.

## Magánélet
Párja, Jesper Nielsen és testvére, Sofia Tegstedt szintén kézilabdázók.

## Sikerei, díjai
- Svéd bajnokság: 
  - Bajnok: 2007, 2009, 2010, 2011, 2012, 2013, 2014
- Kárpát-kupa: 
  - Győztes: 2015